# Nobile T.34 Roma
Pour les articles homonymes, voir Nobile.
Le Nobile T.34 Roma est un dirigeable semi-rigide, conçu par l'ingénieur aéronautique italien Umberto Nobile ingénieur de génie et pionnier des dirigeables italiens. Construit en collaboration avec d'autres ingénieurs italiens spécialistes, Celestino Usuelli, Eugenio Prassone et Gaetano Crocco, l'aéronef fut fabriqué en Italie par la société SCA de Rome.
Le premier vol d'essai du T.34 eut lieu le 19 mars 1919. Il fut ensuite mis en service et effectuera 22 vols dont un vol en nocturne jusqu'à Naples et un autre jusqu'en Sicile. En mai 1921, il fut vendu à la marine des États-Unis qui le renomma Roma.

## Histoire
Umberto Nobile introduisit sur le T.34 Roma plusieurs innovations pour améliorer les performances des dirigeables semi-rigides italiens. En fait, les dirigeables italiens utilisés pendant la Première Guerre mondiale par la Regia Marina pour la reconnaissance et par l'armée pour les bombardements, avaient des caractéristiques différentes des aéronefs comme les Zeppelin allemands, notamment au niveau de l'altitude maximale, limitée à 4 000 mètres pour les appareils italiens contre 5 000 m pour les Allemands ce qui les rendait plus vulnérables face aux attaques des avions ennemis.
Les principales innovations consistaient à modifier les gouvernails et à renforcer les poutres réticulaires de quille pour y fixer les moteurs, portés à 6 au lieu des 4 sur les appareils italiens habituellement.
Sa désignation officielle était « 18-M ». Par la suite, il a été appelé T-34, car la capacité de levage de l'aéronef était d'environ 34 tonnes.

## Le T.34 devientRomaaux États-Unis
En mai 1921, le T.34 est vendu à la United States Navy qui le renomme Roma.
Le premier vol aux États-Unis a lieu le 15 novembre 1921, à partir de la base de Langley en Virginie. Après un autre essai en vol, les performances obtenues avec les 6 moteurs Ansaldo d'origine furent jugées insatisfaisantes. Il fut donc décidé de remplacer ces moteurs d'origine par des moteurs Liberty.

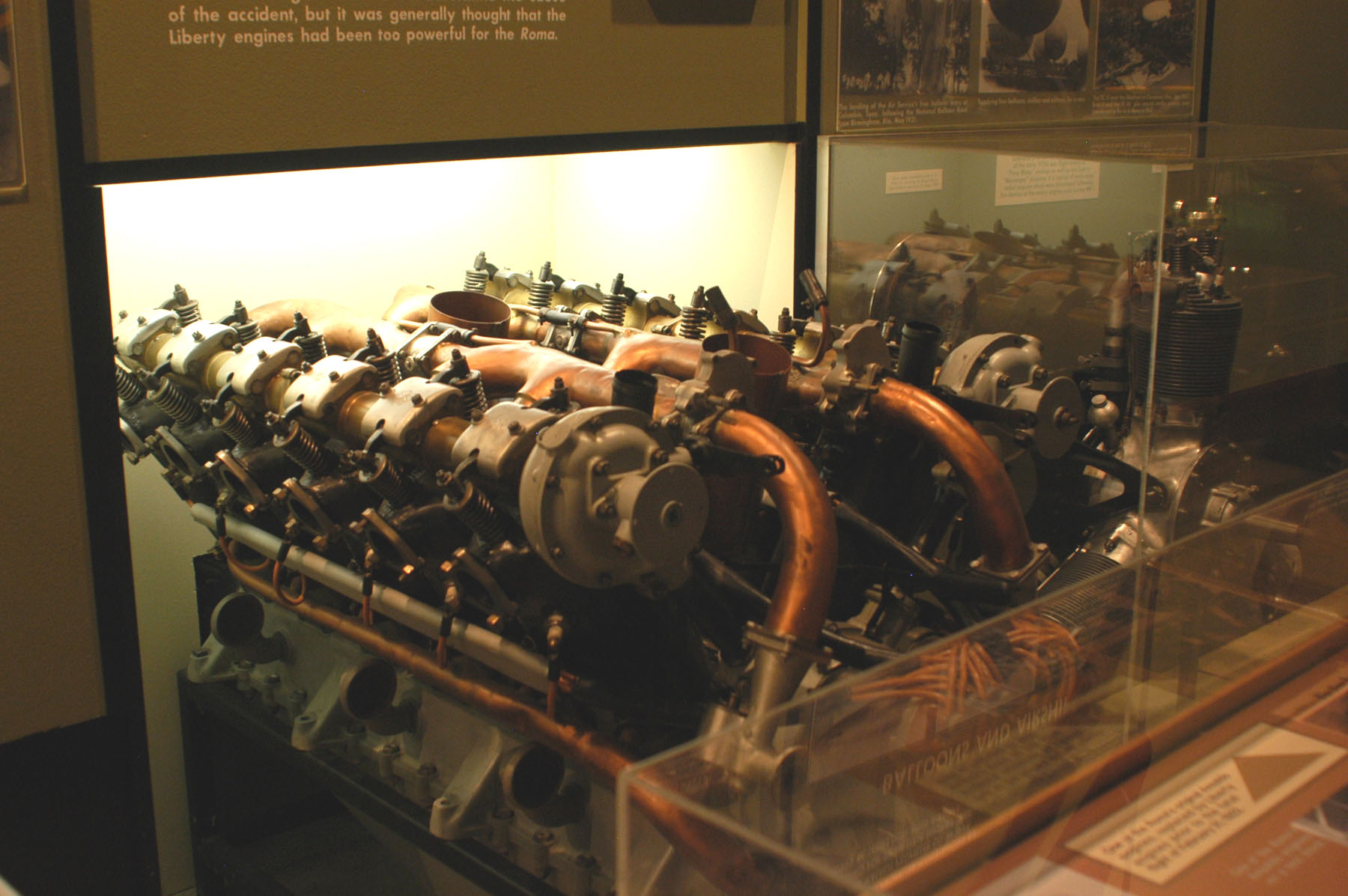
Un des 6 moteurs Ansaldo qui équipaient le dirigeable T.34 Roma conservé au National Museum of the United States Air Force.

Le premier vol avec la nouvelle configuration de moteur eut lieu le 21 février 1922 toujours sur la base de Langley. À bord se trouvaient 45 personnes, y compris des ingénieurs civils. Pendant le vol, la vitesse du dirigeable a atteint 90 km/h, mais à 14 h 19, le nez du dirigeable se brisa. Les dégâts rendirent le Roma ingouvernable et incapable de décoller de nouveau. Près de la base navale de Norfolk, alors que le dirigeable redescendait normalement au sol, il heurta une ligne électrique à haute tension. Au premier contact avec les câbles électriques sous tension, l'hydrogène prit feu provoquant une explosion. Il n'y eut que 11 survivants, tous gravement brûlés.
La première enquête attribua la cause à l'installation des nouveaux moteurs, mais l'enquête officielle statua que la cause de l'accident n'avait pu être identifiée avec certitude.
Cet accident qui fut suivi, quelques mois plus tard, par celui du dirigeable britannique R38 (ZR-2), acheté également par l'US Navy et appelé simplement ZR-2, incita les États-Unis à reconsidérer l'utilisation de l'hydrogène. Ainsi, le dirigeable rigide en cours de fabrication à Lakehurst, le ZR-1 Shenandoah, fut-il rempli d'hélium.
Le dirigeable T.34 Roma était destiné à la base de Brooks, près de San Antonio au Texas, base militaire comportant une école de formation pour les observateurs de l'armée américaine.
Le National Museum of the United States Air Force, situé sur la base aérienne de Wright-Patterson, conserve et expose un des 6 moteurs Ansaldo installés à l'origine sur le dirigeable T.34 Roma.